# Libreria spettrale
Le librerie di spettri o librerie spettrali sono raccolte di spettri utilizzate in spettrometria e spettroscopia nell'analisi qualitativa. Aiutano nel riconoscimento di composti o miscele incognite tramite confronto, possono essere generiche o specifiche per una classe di sostanze. Il confronto viene effettuato da programmi specifici.
Le librerie si trovano in vendita o di libero accesso su internet o sono prodotte dai laboratori di analisi per uso interno.
Gli algoritmi per la ricerca dello spettro possono basarsi sul confronto tra spettri (ricerca d'identità): semplice confronto tra spettri per ricerca in banca dati (library search) o confronto tra spettri semplificati e indici di ritenzione  (nel caso di accoppiamenti con la cromatografia, tipicamente GC-MS) o sul confronto per somiglianza, un metodo più complesso.

## Purezza, adattamento e retroadattamento
I parametri per quantificare l'aderenza dello spettro della sostanza incognita allo spettro della libreria sono:
- Purezza (in lingua inglese purity): indice della somiglianza tra gli spettri.
- Aderenza (in lingua inglese fit): indice di come lo spettro di riferimento è contenuto nello spettro incognito.
- Retroaderenza (in lingua inglese retrofit): indice di come lo spettro incognito è contenuto nello spettro di riferimento.